# Sapucaia do Sul
Sapucaia do Sul är en stad och kommun i södra Brasilien och ligger i delstaten Rio Grande do Sul. Kommunen ingår i Porto Alegres storstadsområde och hade år 2014 cirka 138 000 invånare.